# Juan Castillo (político)
Juan Castillo (La Paz, Canelones, 22 de noviembre de 1957) es un político y sindicalista uruguayo.

## Biografía
Nacido en el barrio Santos Lugares de la ciudad de La Paz, Canelones.  
Hasta 2° año fue a la Escuela N°164 del barrio Jardines de Manga y el resto de la primaria a la Escuela N°106 Parque Artigas en Las Piedras.
Cursó el ciclo básico de Mecánico Tornero en la UTU de Las Piedras y el segundo ciclo en la Escuela de Industrias Navales de Montevideo recibiéndose en 1976 de Mecánico y Maquinista Naval, y sus prácticas fueron realizadas en barcos pesqueros y los barcos petroleros de ANCAP.
El 4 de enero de 1978, cuando solo contaba con 21 años, resulta seleccionado para ingresar en el Sector Dragado del puerto de Montevideo, por contar una de las 10 mejores calificaciones de egreso de la UTU.
Se presenta en las primeras elecciones realizadas en el Sindicato Único Portuario (SUANP-SUPRA) a la salida de la dictadura cívico-militar uruguaya siendo elegido para integrar el comité ejecutivo y posteriormente como Secretario general en varios períodos.
Es afiliado al Frente Amplio desde 1984, miembro del Comité Central del PCU desde su XXII Congreso e integrante de su Comité Ejecutivo.
Fue integrante de la Mesa Representativa del PIT-CNT, del Secretariado Ejecutivo, asumiendo varias responsabilidades como ser Secretario de Organización, Propaganda y de Relaciones Internacionales del PIT-CNT, y desde 1999 Coordinador General del PIT-CNT.
En 2008 participó en un encuentro organizado por la Asociación de Dirigentes de Marketing, con la finalidad de acercar el movimiento sindical al sector empresarial.
En las elecciones de 2009 fue elegido Senador por el Partido Comunista del Uruguay, pero no asumió el cargo, continuando con su actividad sindical hasta el 2011.
En las elecciones internas del 27 de mayo de 2012 el Frente Amplio celebró elecciones abiertas para elegir a sus máximas autoridades, postulándose Castillo junto a Enrique Rubio, Ernesto Agazzi y Mónica Xavier, resultando electa esta última. Xavier asumió el cargo el 30 de junio; conjuntamente se eligieron tres vicepresidentes, uno de ellos Castillo, acompañado por el senador Rafael Michelini (Nuevo Espacio) y la diputada Ivonne Passada (MPP).
Fue director Nacional de Trabajo desde el año 2015 hasta el 2017, asumiendo en diciembre de ese año como Senador de la República.

### Actualidad
En diciembre de 2024, Castillo fue anunciado por el presidente electo Yamandú Orsi como futuro Ministro de Trabajo asumiendo el cargo el 1° de marzo de 2025 en el marco de la ceremonia de paso de mando en la Plaza independencia.

## Posiciones políticas
En una entrevista con el programa de televisión Desayunos informales (Canal 12), Castillo sostuvo que los venezolanos eligieron a Nicolás Maduro en las elecciones presidenciales de Venezuela de 2024, a pesar de que decenas de países de América y la Unión Europea sostienen el fraude electoral en el nombramiento de Maduro y su investidura como presidente.